# Dryopteris fructuosa
Dryopteris fructuosa är en träjonväxtart som först beskrevs av Hermann Christ och fick sitt nu gällande namn av Carl Frederik Albert Christensen. Dryopteris fructuosa ingår i släktet Dryopteris och familjen Dryopteridaceae. Inga underarter finns listade.